# Brachiaria jaliscana
Brachiaria jaliscana är en gräsart som beskrevs av Santana Mich. Brachiaria jaliscana ingår i släktet Brachiaria och familjen gräs. Inga underarter finns listade i Catalogue of Life.